# 哈马儿丁
哈马儿丁（Qamar Ud-Din，?—?），杜格拉特部异密播鲁只的弟弟。他在也里牙思火者死后，发动叛乱，屠杀汗室成员18人，自立为东察合台汗国可汗。东察合台汗国沦于纷争不已，混乱一团。帖木儿帝国统治者跛子帖木儿又频频东侵，汗国满目疮痍。1389年，哈马儿丁在一次抵抗入侵失败的撤退中不知所踪。播鲁只之子忽歹达拥立秃黑鲁帖木尔汗幼子黑的儿火者为新可汗，察合台家族复辟。